# سرو ال تورو
سرو ال تورو (به اسپانیایی: Cerro El Toro) یک کوه در شیلی و آرژانتیناست. سرو ال تورو ۶٬۱۶۸ متر بالاتر از سطح دریا واقع شده‌است.